# Agus García
Agustín García Íñiguez, bekannt unter seinem Vornamen Agus (* 3. Mai 1985 in Bonete) ist ein spanischer ehemaliger Fußballspieler.

## Karriere
Seine Profikarriere begann Agus 2004 beim spanischen Zweitligisten Albacete Balompié. Als er am 32. Spieltag der Saison 2004/05 das erste Mal für die erste Mannschaft von Albacete auflief, stand er schon im Blickfeld von Real Madrid. Mit dem Ziel Einsätze in der ersten Mannschaft der Madrilenen zu bekommen, wechselte Agus 2005 für eine Ablösesumme von 600.000 Euro in die spanische Hauptstadt. Schnell wurde er Stammspieler in der zweiten Mannschaft, die Klassenerhalt in der Segunda División souverän erreichte. Doch blieb in seinem ersten und zweiten Jahr in Madrid der Sprung in die erste Mannschaft aus. Als dann Real Madrid B in der Saison 2006/07 in die Segunda División B abstieg, wurde er zusammen mit Adrián González an Celta Vigo für die Saison 2007/08 ausgeliehen, um dort auf hohem Niveau weiter Spielpraxis zu sammeln und doch den Sprung in die erste Mannschaft von Real Madrid zu schaffen. Im August 2009 wechselte Agus aber zum Zweitligisten FC Córdoba.
Nachdem er die Spielzeit 2011/12 bei AD Alcorcón verbracht hatte, wechselte er im Sommer 2012 in die türkische Süper Lig zu Orduspor. Es folgten Stationen in der Heimat bei RCD Mallorca und erneut Albacete Balompié, ehe es ihn in die USA zu Houston Dynamo und den Rio Grande Valley Toros zog. Von 2017 bis Anfang 2019 spielte er dann für Esbjerg fB in Dänemark
Seit dem 7. Januar 2019 steht er bei Erstligist Nea Salamis Famagusta in Zypern unter Vertrag.